# 大昌郡
大昌郡，五胡十六国的郡。
汉赵在永凤元年（308年）建都蒲子县，河瑞元年（309年）迁都平阳，光兴元年（310年）在蒲子县设立大昌郡，治所在蒲子县（在今山西省隰县龙泉镇）。一度将大昌郡改属左司隶。后来恢复，刘曜平定靳准后废除。